# ラバーズ・アゲイン
『ラバーズ・アゲイン』（原題:The Lovers）は2017年に公開されたアメリカ合衆国のロマンティック・コメディ映画である。監督はアザゼル・ジェイコブス、主演はデブラ・ウィンガーとトレイシー・レッツが務めた。本作は日本国内で劇場公開されなかったが、Amazonでの配信が行われている。

## ストーリー
メアリーとマイケルは結婚して久しかったが、2人の中はすっかり冷え切っており、2人とも不倫しているというありさまであった。不倫相手から離婚するよう求められた2人は、息子のジョエルの来訪後に離婚に踏み切ることにした。しかし、その早朝、久しぶりにキスをした2人は燃え上がってしまい、性行為までやってしまった。その結果、2人はお互いの魅力を再発見することになった。不倫相手はしつこく離婚を求めてきたが、2人はそのしつこさに嫌気が差し始めていた。
その頃、ジョエルは恋人のエリンと一緒に両親の家へ向かっていた。ジョエルはエリンに「両親は怖い人だから怒らせないように」と言い聞かせていた。ジョエルは完全に緊張しきっていたが、両親が暖かく自分を迎え入れてくれたのを見て呆気にとられてしまった。その後も終始一貫してにこやかな両親を見て、ジョエルは「2人の間で何かがあったのだろう」と考えるようになった。
その後、不倫相手は離婚を渋るマイケルとメアリーに怒りを募らせていた。業を煮やしたメアリーの不倫相手、ロバートは食料品店で買い物中のマイケルをつかまえて「メアリーはお前と離婚したがっているんだぞ」と怒鳴りつけた。同じ頃、マイケルの不倫相手、ルーシーはメアリーに当たり散らしていた。この騒動が原因で、マイケル、メアリー、ジョエルの3人の関係は一気に険悪になってしまった。
2人はついに別居することになるが、そこで予期せぬ事態が発生した。

## キャスト
- デブラ・ウィンガー - メアリー
- トレイシー・レッツ - マイケル
- エイダン・ギレン - ロバート
- メローラ・ウォルターズ - ルーシー
- タイラー・ロス - ジョエル
- ジェシカ・スーラ - エリン

## 製作
2016年4月20日、トレイシー・レッツとデブラ・ウィンガーがA24が配給する新作映画『The Lovers』への出演交渉に臨んでいると報じられた。本作の主要撮影は4月中にサンタ・クラリタ・バレーで始まり、5月27日に終了した。

## 公開
2017年4月13日、ソニー・ピクチャーズが本作の米国外配給権を購入したと発表した。22日、本作はトライベッカ映画祭でプレミア上映された。

## 評価
本作は批評家から好意的に評価されている。映画批評集積サイトのRotten Tomatoesには104件のレビューがあり、批評家支持率は85%、平均点は10点満点で6.9点となっている。サイト側による批評家の見解の要約は「幾度となく取り上げられている主題に新鮮な視点をもたらす語り口と魅力的な主演のお陰で、『ラバーズ・アゲイン』は予期せぬ感情の反響を伴いつつ、物静かに魅力的なストーリーを展開している。」となっている。また、Metacriticには31件のレビューがあり、加重平均値は76/100となっている。